# Czakana

Czakana

Czakana, krzyż Inków – krzyż schodkowy o znaczeniu symbolicznym w kulturach Indian andyjskich. Jest to jeden z najstarszych symboli koncepcji kosmogonicznej, filozoficznej oraz naukowej kultury andyjskiej. Ma on także swoje odbicie w astronomii, będąc symbolem Krzyża Południa. Istnieje także teoria łącząca czakanę z Cuzko, centrum państwa Inków.

## Etymologia
Nazwa krzyża jest związana z wieloma słowami o podobnym brzmieniu z języka keczua. Czakana może być tłumaczone dosłownie jako „most ku górze”, co wywodzi się z połączenia słów chaka – „most”, oraz hanan – „wysoki”, „w górę”, „wielki”, a także „schody”. Nazwa ta ma także związek z wyrażeniem hanan pacha – „co jest na górze”, „co jest wielkie”.

## Kompozycja

Konstrukcja czakany

Czakana zbudowana jest z trzech głównych elementów – równoramiennego krzyża, nałożonego nań kwadratu oraz wyciętego koła. Geometria tego symbolu odznacza się dużą dozą symetrii.
Konstrukcja symbolu odbywa się na bazie kwadratu wpisanego w okrąg. Mając tę podstawę, należy wyrysować mniejszy kwadrat, składający się z punktów środkowych większego, powinien być obrócony o 45° w stosunku do figury bazowej. Łączenie punktów środkowych boków mniejszego kwadratu z okręgiem w taki sposób, że linia ta przebiega pod kątem prostym względem boków większego z kwadratów, tworzy ramiona krzyża. Koło w centrum czakany ma średnicę równą szerokości ramion krzyża.
W celu sprawdzenia poprawności konstrukcji, rysowana jest linia łącząca naprzeciwległe punkty przecięcia się kwadratu podstawowego z ramionami krzyża. Czakana skonstruowana jest poprawnie jeżeli linia ta przebiega pod kątem 27° względem pionu.

## Symbolizm
Czakana uformowana jest z czterech ramion, które dzielone są na trzy schody – najwyższego zewnętrznego i dwóch niższych wewnętrznych. Te pierwsze symbolizują świat idealny, natomiast stopnie wewnętrzne nawiązują do świata realnego. Wszystkie schody nawiązują do teorii występujących w kulturach andyjskich.

### Teorie i symbole odpowiednich stopni
- Prawe najwyższe zewnętrzne – teorie kosmogoniczne:
  - Mita – praca dla państwa;
  - Ayni – praca dla społeczności;
  - Minka – praca dla rodziny.

- Lewe najwyższe zewnętrzne – teorie trzech światów:
  - Huanag Pacha – życie niebiańskie;
  - Kaya Pacha – obecne życie;
  - Uju Pacha – życie po śmierci.
- Prawe niższe wewnętrzne – porządek hierarchiczny w relacjach politycznych, socjalnych i religijnych:
  - Cuntur – kondor;
  - Puma – puma;
  - Amaru – wąż.
- Lewe niższe wewnętrzne – prawa rządzące światem i relacje międzyludzkie:
  - Yachay – nauka, wiedza;
  - Munay – miłość;
  - Llancay – praca.

Ponadto odpowiednie stopnie zarezerwowane były także dla odpowiednich bóstw – pierwszy stopień po prawej stronie należał do Wiracocza, drugi do bóstwa Słońca, trzeci do bogów Mallquis.

## Dowody historyczne
Czakana jest jednym z najstarszych symboli w Andach. Krzyż ten jest znaczącym elementem ozdobnym obelisku Tello, ozdobnego monolitu odkrytego przez Julio Tello w Chavín de Huántar. Budowa Chavín de Huántar rozpoczęła się ok. 1200 r. p.n.e. i wiadomo, że miejsce to było używane jeszcze do ok. 400 r. p.n.e. Dokładna data powstania obelisku Tello nie jest znana, lecz przypuszczalnie zbudowany został ok. 800 r. p.n.e.
Pewna forma czakany została również znaleziona niedaleko jeziora Titicaca, w Tiahuanaco. Datowana jest na ok. 400 r. p.n.e.
Inca Garcilaso de la Vega pisał o świętym krzyżu zbudowanym z białego i czerwonego marmuru, bądź jaspisu, który był czczony w szesnastowiecznym Cuzko. Nie był on obiektem kultu, lecz stanowił obiekt admiracji ze względu na swoje piękno. De la Vega zobaczył go w specjalnej świątyni w 1560 r., gdzie zaskoczył go brak dekoracyjności wobec symbolu.
Wiele historii o istnieniu miejscowego krzyża w Ameryce Południowej sprawiło, że pojawiły się przypuszczenia o religii naturalnej, która miała stanowić wstęp Indian do nieuniknionego nawrócenia do chrześcijaństwa.
Pomimo dowodów na użycie czakany w przeszłości, prawidłowość powiązania jej z kulturami prekolumbijskimi w Andach jest wciąż kwestią sporną, jako że niektórzy uczeni uznają krzyż Inków za „wymyśloną tradycję”.